# Jurij Viktorovics Habovda
Jurij Viktorovics Habovda (ukránul: Юрій Вікторович Габовда (Yuriy Viktorovych Habovda); Munkács, 1989. május 6. –) ukrán labdarúgó, a Tarpeda Zsodzina játékosa.

## Pályafutása
Habovda a Karpati Lviv akadémiáján nevelkedett, a klub felnőtt csapatában az ukrán élvonalban 2010. április 24.-én egy Dinamo Kijiv elleni győztes mérkőzésen mutatkozott be. Számos ukrán (Krivbasz Krivij Rih, Tavrija Szimferopol) és fehérorosz (Hranyit Mikasevicsi, Dinama Minszk) csapatban megfordult, eddigi legnagyobb sikere egy fehérorosz bajnoki bronzérem a Dinama Minszk csapatával 2016-ban. Habovda 2017 nyarán lett a Balmazújváros játékosa. Július 16-án mutatkozott be a bajnokságban a Videoton elleni 1–1-s döntetlennel záruló mérkőzésen. Augusztus 20-án a kupában is bemutatkozott a Karancslapujtő ellen és gólt is szerzett, a 49. percbe baloldali szögletből lőtt Rácz Ferenc a kapura, amely a kapusról kipattant, Habovda pedig az üres kapuba fejelt. A Balmaz a szezon végén kiesett az élvonalból, de Habovda alapember volt, huszonkilenc bajnoki lépett pályára.
2018 nyarán a Szombathelyi Haladás igazolta le. A klub színeiben harmincszor lépett pályára az élvonalban, majd tíz alkalommal a másodosztályban, egy gólt szerzett. 2019 decemberében családi okok miatt kérte szerződése felbontását. A szezon második felében a DVSC játékosa volt, ahol hat alkalommal lépett pályára bajnoki mérkőzésen. Az idény végén a hajdúsági csapat kiesett az élvonalból, ahogy azt megelőzően Habovda mindkét korábbi magyar csapata, amivel az ukrán-magyar középpályás kétes, egyben egyedüli rekordot állított fel. A magyar élvonalban összesen 65 alkalommal kapott játéklehetőséget. 2020 nyarán a fehérorosz Tarpeda Zsodzina együttesében folytatta pályafutását.

## Sikerei, díjai
- Dinama Minszk
  - Fehérorosz bajnokság bronzérmes: 2016
- Ruh Vinniki
  - Ukrán másodosztály ezüstérmes: 2016–17